# Székyné Fux Vilma
Székyné Fux Vilma (Debrecen, 1916. május 20. – Budapest, 2006. március 24.) geológus, petrográfus, egyetemi tanár.

## Élete
Családja Szepes vármegyéből, Gölnicbányáról származik. Apja Fux (Fuchs) Antal felsőkereskedelmi iskolai tanár, édesanyja Eibl Anna, húga Fux Irén, 1936-os olimpikon volt.
Középiskolai tanulmányait a debreceni református Dóczy Leánygimnáziumban végezte, 1934-től a Tisza István Tudományegyetem hallgatója lett, 1939-ben itt szerzett kémia–természetrajz szakos tanári oklevelet, majd 1940-ben doktorált ásvány- és kőzettanból.
1938 szeptemberétől az Ásvány-földtani Intézet gyakornoka, 1939 szeptemberétől tanársegéde, 1940 szeptemberétől  pedig gyakornok – fizetéstelen tanársegéd, 1942 októberétől 1943 szeptember végéig fizetéses tanársegéd a Ferenczi István professzor, majd Hoffer András szakelőadó vezette tanszéken.
1943 szeptemberétől a budapesti tudományegyetem Ásvány- és Kőzettani Intézetében Mauritz Béla professzor mellett volt tanársegéd, majd 1946 novemberétől adjunktus.
1943-ban ment férjhez Széky Ferenc jogászhoz, két gyermekük született: Péter (1945), Annamária (1953).
1951 januárjától docens Szádeczky-Kardoss Elemér professzor mellett, 1971 júliusától egyetemi tanár. 1974-ben  a debreceni Kossuth Lajos Tudományegyetem Ásvány- és Földtani Tanszékének élére nevezték ki, ahol tanszékvezető volt 1981-ig. 1986-ban vonult nyugalomba.
1994-től professor emeritus. 1972-től 1984-ig a Magyarhoni Földtani Társulat alelnöke, 1952-ben a földtudományok kandidátusa, 1970-ben doktora lett.
1975-ben Szabó József emlékéremmel, 1993-ban Széchenyi-díjjal tüntették ki.

## Munkássága
Fő kutatási területe a vulkanikus kőzetek beható, geokémiai, ásványtani és kőzettani vizsgálata volt, tanulmányozta a magmás kőzetek genezisét, valamint a metaszomatózis és a nemesfém-ércesedés összefüggéseit. Munkássága a Kárpát-medence fedett neogén vulkánossága terén kiemelkedő volt.

## Művei
- Telkibánya ércesedése és kárpáti kapcsolatai. Kőzetfejlődés és ércesedés. Akadémiai Kiadó, Budapest. 1970
- A Magyarhoni Földtani Társulat harmadik félévszázada. (Dudich Endrével és Dobos Irmával), Magyarhoni Földtani Társulat, Budapest. 1998